# Кызылтуз (озеро)
Кызылтуз — бессточное озеро в Железинском районе Павлодарской области Казахстана. Находится в 10 км к северо-западу от с. Красиновка.
Длинна 15 км, ширина достигает 5 км. Площадь — 22,8 км². Берег озера пологий, в северной части почвы солонцовые. Вода соленая. Глина озера обладает лечебными свойствами.
ТОО «Ак сенім КАЗАХСТАН» ведет добычу рачка Artemia salina объемом в 35 тонн за 2002 год. Максимальная глубина озера — 1 м, средняя глубина — 30 см. На озеро прилетает множество птиц. Осушено на 25-30 %, есть острова, из которых наибольшие: Большой Мартыний и Малый Мартыний.